# Protoplanetaire schijf

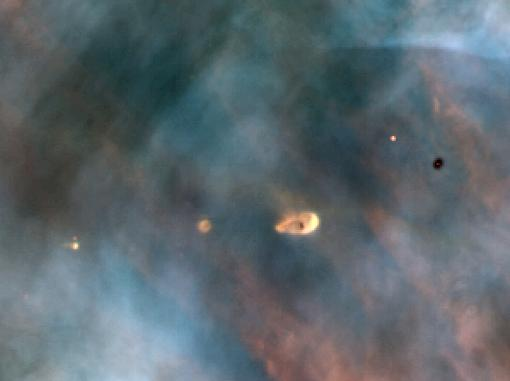
Vijf sterren in de Orionnevel met een onderlinge afstand onder de 0,14 lichtjaar (foto Ruimtetelescoop Hubble). Rond 4 van de 5 sterren bevinden zich protoplanetaire schijven.

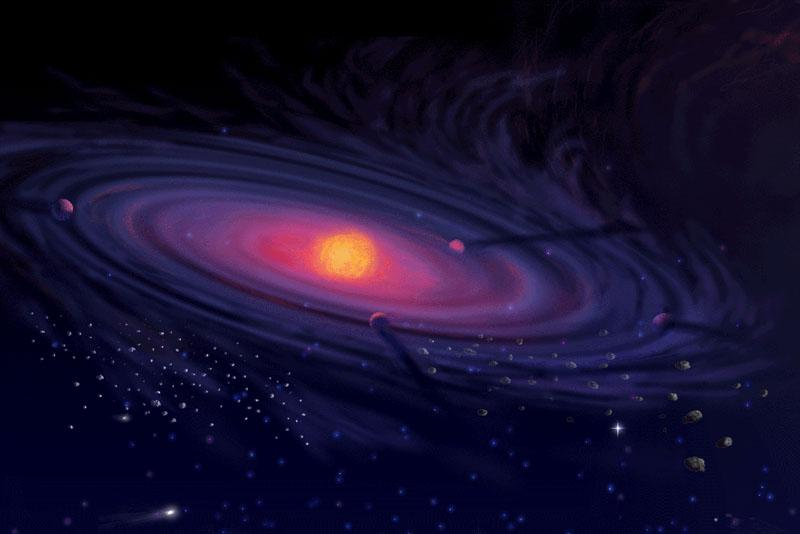
Concept van een protoplanetaire schijf

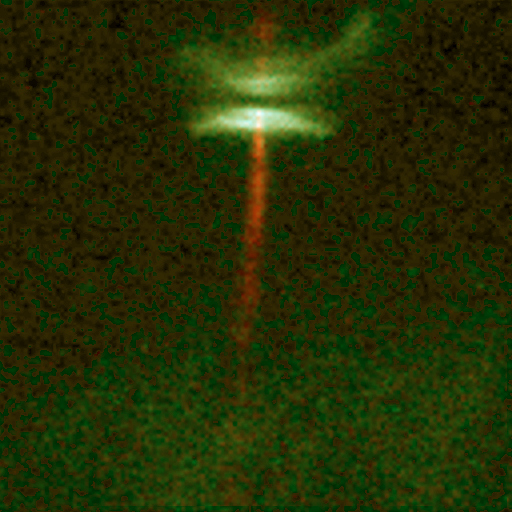
Herbig-Haro object HH-30 (rood) met protoplanetaire schijf (groen) in de Stier (afstand ongeveer 450 lichtjaar)

Een protoplanetaire schijf of proplyd is een soort accretieschijf die zich vormt rond een zeer jonge ster, een T Tauri-ster of Herbig-Haro-object. Protoplanetaire schijven zijn de theoretische voorlopers van planetaire systemen. De term 'accretie' dient hier echter niet te worden verward met accretie als onderdeel van de vorming van planetesimalen; hiervan is bij proplanetaire schijven nog geen sprake. Doordat het zonnestelsel uiteindelijk ook uit een protoplanetaire schijf gevormd werd, liggen de planeten in een ecliptisch vlak ten opzichte van de zon.

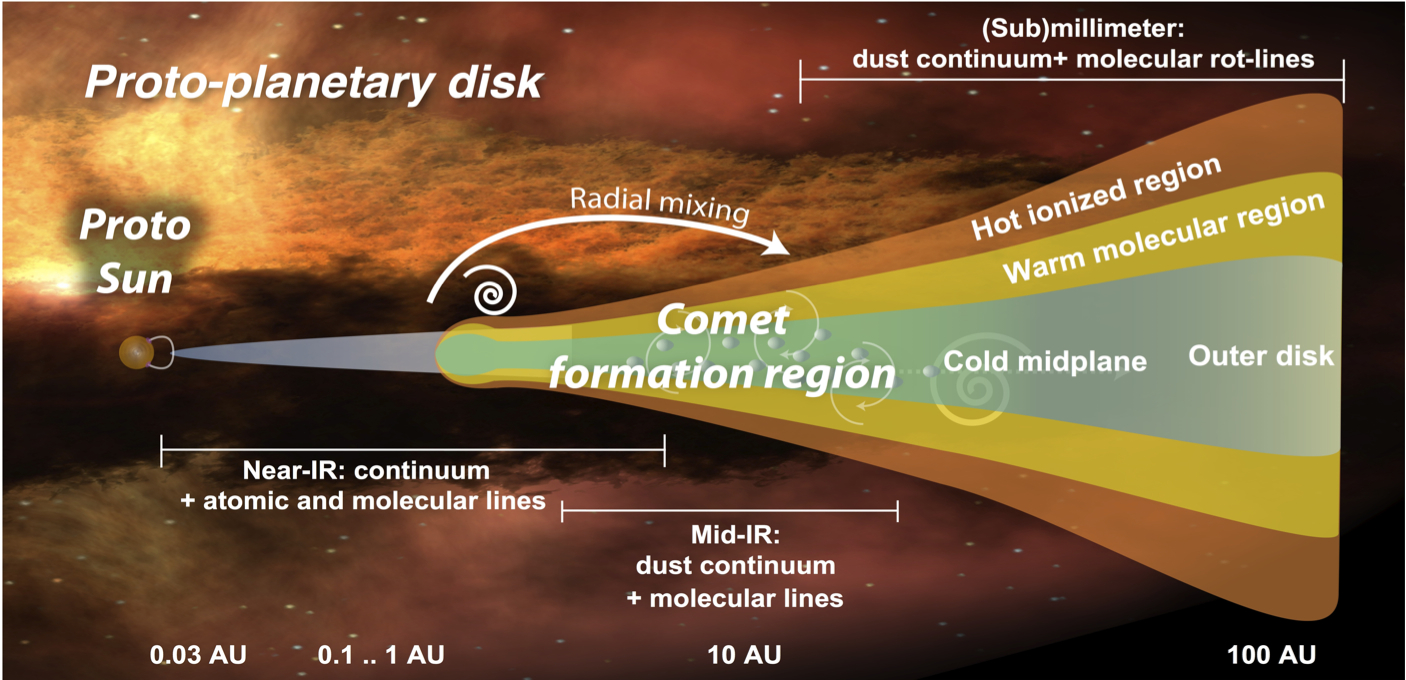
Model van een protoplanetaire schijf

De radius van protoplanetaire schijven kan tot 1000 AE bedragen. Hun temperatuur is laag in vergelijking met die van sterren; zo is zelfs in het midden van een protoplanetaire schijf de temperatuur nog geen 1000 graden. Water is de enige stof die zowel in vaste als in vloeibare vorm in grote hoeveelheden voorkomt in protoplanetaire schijven. Protoplanetaire schijven komen vaak voor in combinatie met Herbig-Haro-objecten.
Observaties door de Ruimtetelescoop Hubble hebben protoplanetaire schijven en planetaire schijven geobjectiveerd, onder meer in de Orionnevel. In de buurt van het zonnestelsel zijn ook enkele sterren ontdekt die worden omgeven door een infrarood exces (Wega, Alphekka en Fomalhaut). Dit duidt mogelijk op protoplanetaire schijven, maar gezien de leeftijd van de sterren (100 - 200 miljoen jaar) is het waarschijnlijker dat het planetesimalen zijn.
De schijfvormige 'wolk' van materie wordt gevormd door de gravitationele aantrekkingskracht van reeds aanwezige massa, waaromheen verder materiaal wordt aangetrokken. Door het samentrekken van de massa ontstaat een zonnenevel en wordt als gevolg van de wet van behoud van impulsmoment de oorspronkelijke rotatiesnelheid vergroot. Hierdoor gaat de materiewolk uitplatten tot een schijf. Wanneer de protoster en de protoplanetaire schijf door een interstellaire gaswolk bewegen, heeft dat invloed op de vorm van de schijf. De initiële collaps duurt ongeveer 100.000 jaar. Uiteindelijk wordt de protoster, welke voornamelijk uit waterstof bestaat, een T Tauri type ster of een Herbig Ae/Be ster. Na ongeveer 10 miljoen jaar is de wolk volledig uitgeplat en de schijf verdwenen.